# Internetausfall

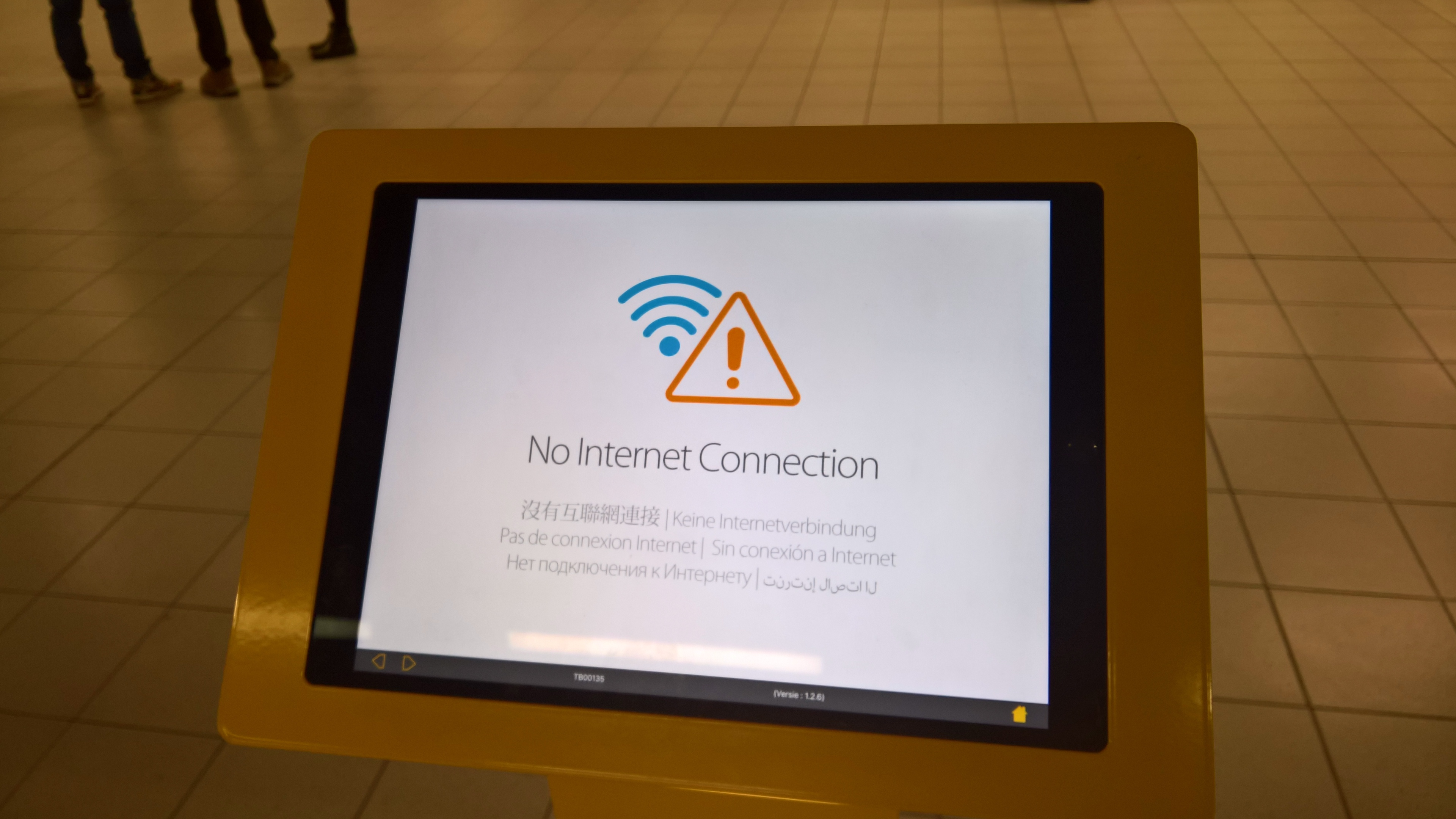
Digitaler Informationsstand ohne Internetverbindung am Flughafen Amsterdam Schiphol, Niederlande.

Ein Internetausfall, auch Internet-Blackout oder Internet-Shutdown genannt, ist der vollständige oder teilweise Ausfall der Internetdienste. Dies kann auf Zensur, Cyberangriffe, Katastrophen, Maßnahmen der Polizei oder der Sicherheitsdienste, oder technische Defekte zurückzuführen sein.
Defekte und Störungen an Seekabeln können in großen Gebieten zu Internetausfällen oder Verlangsamungen führen. Länder mit einer weniger entwickelten Internet-Infrastruktur sind aufgrund der geringen Anzahl an Verbindungen mit hoher Kapazität anfälliger.
Eine Reihe von Untersuchungen kommt zu dem Ergebnis, dass das Internet über eine „Hub-ähnliche“ Kernstruktur verfügt, die es gegenüber zufälligen Knotenausfällen robust macht, aber auch anfällig gegenüber gezielten Angriffen auf Schlüsselkomponenten – die hochgradig verbundenen Knoten oder „Hubs“.

## Typologie

### Anordnung durch die Regierung
Ein staatlicher Internet-Blackout ist die absichtliche Sperrung des Internetzugangs durch eine Regierung für ein kleines oder viele große Gebiete ihres Landes. Eine solche Abschaltung wird typischerweise als Mittel zur Informationskontrolle in einer kurzen Umbruchs- oder Übergangsphase eingesetzt. In Autokratien kam es vor allem im Zusammenhang mit umstrittenen Wahlen und Gewalt nach der Wahl zu Internetabschaltungen. Hierdurch wird die Fähigkeit von Demonstranten oder aufständischen Kräften beeinträchtigt, sich zu mobilisieren und zu organisieren. Es dient auch dazu, den Zugriff auf Informationen in Echtzeit für fremde Personen oder Organisationen zu verhindern.

#### Militär
Die vorübergehende Sperrung des zivilen Internetzugangs durch Streitkräfte ist ein wichtiger Aspekt der Informationskriegsführung. Diese Taktik ist heute weit verbreitet und wird häufig zusammen mit einer Bodeninvasion konventioneller Streitkräfte eingesetzt. Es könnte auch im Vorfeld einer Luftangriffskampagne eingesetzt werden.

### Wetter- oder Naturkatastrophe
Extreme Wetterereignisse und Naturkatastrophen können zu Internetausfällen führen, indem sie entweder die lokale IKT-Infrastruktur direkt zerstören oder indirekt das lokale Stromnetz schädigen. Dies betrifft insbesondere Länder wie USA, bei denen Telekommunikationsnetze und lokale Stromnetze noch oberirdisch verkabelt werden. Das Monash IP Observatory und KASPR Datahaus haben die Auswirkungen des Hurrikans Florence 2018, des Zyklons Fani 2018 und des Hurrikans Laura im Jahr 2020 verfolgt.

#### Super-Sonnensturm
Super-Sonnenstürme könnten laut Sangeetha Abdu Jyothi, einer Computerwissenschaftlerin an der Universität in Kalifornien in Irvine, weltweit zu großflächigen, monatelangen Internetausfällen führen. Die Forscherin beschreibt mögliche Abhilfemaßnahmen und Ausnahmen – wie benutzergesteuerte Mesh-Netzwerke, zugehörige Peer-to-Peer-Anwendungen und neue Protokolle – aber gleichzeitig auch die hohe Robustheit der aktuellen Internet-Infrastruktur.